# Подкопаєва Лілія Олександрівна
Лі́лія Олекса́ндрівна Подкопа́єва (нар. 15 серпня 1978, Донецьк, Україна) — українська спортсменка (спортивна гімнастика). Заслужена майстриня спорту України (1994). Суддя міжнародної категорії.
Володарка Кубка Європи (1995); має 45 золотих, 21 срібних та 14 бронзових медалей. Абсолютна чемпіонка світу зі спортивної гімнастики (1995), чемпіонка Європи (1996), Олімпійська чемпіонка Ігор в Атланті (1996).

## Біографічні дані
Народилася 15 серпня 1978 року в Донецьку. Спортивною гімнастикою почала займатися завдяки своїй бабусі з п'яти років.
У 1993 році виграла звання чемпіонки України і вперше взяла участь у чемпіонаті світу.
На чемпіонаті світу 1994 року зайняла шосте місце у багатоборстві і завоювала срібну медаль у вправах на колоді.
На чемпіонаті світу 1995 року стала абсолютною чемпіонкою, завоювала золоту медаль в опорному стрибку і срібні на брусах і на колоді.
На початку 1996 року Лілія отримала на тренуванні важку травму — зламала два ребра після падіння з колоди. Однак вже в травні виступила на чемпіонаті Європи, завоювавши золоті медалі в багатоборстві, на брусах і вільних вправах, а також бронзові медалі в опорному стрибку і командному заліку.
На Олімпійських іграх 1996 року вона стала чемпіонкою в абсолютній першості і вільних вправах, а також завоювала срібну медаль на колоді. Лілія Подкопаєва стала єдиною гімнасткою — абсолютною олімпійською чемпіонкою, яка не завоювала медаль в команді, оскільки збірна України зайняла п'яте місце.
Після Олімпіади Лілія планувала продовжувати виступи і у 1997 році на першому командному чемпіонаті Європи з гімнастики у складі збірної України завоювала бронзову медаль. Але травми змусили її завершити кар'єру.

## Освіта
- У 2001 році закінчила Національний університет фізичного виховання та спорту України, тренер-викладач.
- У 2002 році вступила до Донецької державної академії управління.

## Сім'я
Була одружена з донецьким бізнесменом Тимофієм Нагорним. Має трьох дітей. У липні 2006-го Ліля і Тимофій усиновили 8-місячного донецького сироту Вадика. Наприкінці того ж року у подружньої пари народилася дочка Кароліна. Хресна мама дівчинки — співачка Ані Лорак.
Прийомний син Вадим Нагорний (народився 27 листопада 2005). Його усиновили 13 липня, а забрали з інтернату 31 липня 2006 (він знявся в кліпі Аліни Гросу).

## Громадська діяльність
Після закінчення спортивної кар'єри Л.Подкопаєва розгорнула в США власний бізнес з виробництва спортивного одягу, взялася за створення в Донецькій області мережі гімнастичних шкіл. Стала засновницею і головою Міжнародного благодійного фонду «Здоров'я поколінь». Організувала спортивний фестиваль «Золота Лілія», який в 2007 році в Києві пройшов вже в сьомий раз.
У 2005 році Подкопаєва стала послом доброї волі ООН з ВІЛ/СНІДу в Україні. Вона також є послом Ради Європи з питань спорту, толерантності та чесної гри.
У 2014 році профінансувала реставрацію будинку офіцерів у м. Дубно для розміщення у ньому Дубенської ДЮСШ.
У 2022 році різко засудила російську агресію та разом з іншими зірками українського шоубізнесу звернулася з закликом зупинити війну. Для підтримки особливо вразливих верств населення України Лілія перезапустила в США Міжнародний благодійний фонд «Здоров'я поколінь» — «Health of Generations».

## Телебачення
- 2006 року перемогла на українській версії проєкту «Танці з зірками». У парі з Сергієм Костецьким у вересні 2008 року представила Україну на Танцювальному Євробаченні 2008, де вони зайняли 3 місце.

- У червні 2011 року поблизу Севастополя почалися зйомки спортивно-розважального шоу «Я — герой!», в якому ведучими стали: Лілія Подкопаєва, Сергій Притула та Олександр Педан. Шоу показали восени на Новому каналі.

## Здобутки
Абсолютна чемпіонка світу (1995, Японія, Сабає), Європи (1996, Велика Британія, Бірмінгем).
Володарка Кубка Європи (1995).
У 1996 р. на XXVI Олімпійських іграх в Атланті посіла перше місце в абсолютній першості, перше місце у вільних вправах, друге місце на колоді.
Виступала за товариство «Динамо».
Володарка 45 золотих, 21 срібної та 14 бронзових медалей.
Організатор турніру «Золота лілія».
Переможниця другого сезону українського шоу «Танці з зірками» разом з хореографом Сергієм Костецьким

## Нагороди
- Почесна відзнака Президента України (21 грудня 1995) — за видатні досягнення, вагомий особистий внесок в утвердження авторитету України у світовому спортивному співтоваристві[6]
- Відзнака Президента України — хрест «За мужність» (7 серпня 1996) — за видатні спортивні перемоги на XXVI літніх Олімпійських іграх в Атланті, особистий внесок у піднесення авторитету і престижу України в світі[7]
- Орден «За заслуги» II ст. (29 листопада 2002) — за значний особистий внесок у розвиток фізичної культури і спорту в Україні, досягнення найвищих спортивних результатів на Олімпійських іграх[8]
- Орден княгині Ольги III ст. (16 січня 2009) — за вагомий особистий внесок у справу консолідації українського суспільства, розбудову демократичної, соціальної і правової держави та з нагоди Дня Соборності України[9]
- Почесна грамота Кабінету Міністрів України (13 серпня 2003)[10]
- Орден Святого Станіслава[11].
- Лауреат Всеукраїнської премії «Жінка ІІІ тисячоліття» в номінації «Рейтинг» (2012) та Наставник проєкту «Я зможу».

## Переконання
До школи, в котрій будуть навчатись її діти, в олімпійської чемпіонки були дві вимоги — близькість до дому та українська мова навчання.
|  | Школа тільки українською мовою. Я вважаю, що тільки одна єдина державна мова має бути українська |